# Octarrhena angraecoides
Octarrhena angraecoides là một loài thực vật có hoa trong họ Lan. Loài này được (Schltr.) Schltr. mô tả khoa học đầu tiên năm 1911.